# Либерецкий зоопарк
Либерецкий зоопарк (чеш. Zoologická zahrada Liberec) — чешский зоопарк, расположенный в Либерце в Чешской Республике. Старейший зоопарк в Чехии, открытый в 1919 году на территории зимних помещений цирка, при том что первые шаги к его организации совершались с 1904 года.

## История
История основания зоопарка началась с деятельности местного сообщества членов Орнитологического общества северной Богемии (нем. Ornithologischen Vere-м годамordböhmen), соорудивших в 1904 году авиарий в городском парке. В 1907 году те жа энтузиасты населили маленькое озеро рядом с авиарием несколькими водоплавающими птицами, а также устроили загон для косули на близлежащем лугу. Коллекция животных постепенно росла центра, которым стал построенный в 1907 году строителем Альфредом Хюбнером деревянный домик в тирольском стиле, прозванный «Гнездом Аиста». Эти усилия, однако, сильно замедлилось в период Первой мировой войны.
После окончания войны с созданием Чехословацкой Республики магистрат Либерца с преимущественно немецкой общиной рассматривал возможности повысить престиж города и согласился с предложением педагогов Фрица Веллера и Эриха Слувы основать зоопарк. Для осуществления плана была создана ассоциация Tiergarten (букв. «Зоосад»), и осенью 1919 года зоопарк был официально открыт властями города. Эрих Слува стал его первым директором и руководил зоопарком до июня 1945 года. Однако между войнами Либерецкий зоосад был почти неизвестен, а часть этого периода с момента открытия Пражского зоопарка в 1931 году находился в упадке. В период с 1939 по 1945 год в Либерце экспонировалось около 500 животных 134 видов, включая берберийских львов (вымерших в дикой природе к 1920-м годам), калифорнийских морских львов, бурых и малайских медведей, а также гиацинтовых ара. Однако зоопарк был больше похож на зверинец — он имел слишком маленькую площадь, неудачное расположение, и многие виды были представлены лишь временно, летом, а на зиму продавались.